# Halticoptera rotundata
Halticoptera rotundata är en stekelart som beskrevs av Maximilian Spinola 1811. Halticoptera rotundata ingår i släktet Halticoptera och familjen puppglanssteklar.
Artens utbredningsområde är Frankrike. Inga underarter finns listade i Catalogue of Life.